# J. Philippe Rushton
Jean Philippe Rushton (Bournemouth, 3 de diciembre de 1943 - London, 2 de octubre de 2012) fue un psicólogo y autor canadiense. Enseñó en la Universidad de Western Ontario y se dio a conocer al público en general durante las décadas de 1980 y 1990 por sus investigaciones sobre raza e inteligencia, raza y delincuencia y otras variaciones raciales aparentes. Su libro Race, Evolution, and Behavior (1995) trata de la aplicación de la teoría de la selección r/K a los humanos. En 2020, el Departamento de Psicología de la Universidad de Western Ontario emitió un comunicado en el que afirmaba que "gran parte de su investigación era racista" y que su investigación era "profundamente defectuosa desde sus puntos de vista".
El trabajo de Rushton fue muy criticado por la comunidad científica por la cuestionable calidad de su investigación, y muchos alegaron que se llevó a cabo bajo una agenda racista. Desde 2002 hasta su muerte, dirigió el Pioneer Fund, una organización racista fundada en 1937 para promover la eugenesia y que en sus primeros años apoyó la ideología nazi, por ejemplo, financiando la distribución en iglesias y escuelas estadounidenses de una película de propaganda nazi sobre la eugenesia. El Pioneer Fund ha sido descrito como racista y supremacista blanco y designado como grupo de odio por el Southern Poverty Law Center. Rushton fue miembro de la Asociación Canadiense de Psicología y fue becario de la John Simon Guggenheim Memorial Foundation.

## Biografía

#### Primeros años y educación
Rushton nació en Bournemouth, Inglaterra. Durante su infancia, emigró con su familia a Sudáfrica, donde vivió desde los cuatro hasta los ocho años (1948-1952). Su padre era contratista de obras y su madre procedía de Francia. La familia se trasladó a Canadá, donde Rushton pasó la mayor parte de su adolescencia. Regresó a Inglaterra para cursar estudios universitarios, y en 1970 se licenció en psicología en el Birkbeck College de la Universidad de Londres y, en 1973, se doctoró en la London School of Economics por un trabajo sobre el altruismo en los niños. Continuó su trabajo en la Universidad de Oxford hasta 1974.

#### Vida posterior y carrera profesional
Rushton enseñó en la Universidad de York (Canadá) de 1974 a 1976 y en la Universidad de Toronto hasta 1977. Se trasladó a la Universidad de Western Ontario y fue nombrado profesor titular (con cargo) en 1985. Se doctoró en la Universidad de Londres en 1992. Sus polémicas investigaciones han suscitado debates políticos, y el primer ministro de Ontario, David Peterson, calificó a Rushton de racista. En 2005, The Ottawa Citizen describió a Rushton como el profesor universitario más famoso de Canadá.
Publicó más de 250 artículos y seis libros, entre ellos dos sobre el altruismo y uno sobre la excelencia científica, y fue coautor de un libro de texto de introducción a la psicología. Fue uno de los firmantes del artículo de opinión "La ciencia dominante sobre la inteligencia".
Rushton murió de cáncer el 2 de octubre de 2012, a la edad de 68 años.

## Trabajo y opiniones

#### Teoría de la similitud genética
Al principio de su carrera, Rushton investigó sobre el altruismo. Teorizó sobre la existencia de un componente hereditario en el altruismo y desarrolló la teoría de la similitud genética, que es una extensión de la teoría de la selección de parentesco de W. D. Hamilton. Sostiene que los individuos tienden a ser más altruistas con los individuos que son genéticamente similares a ellos aunque no sean parientes, y menos altruistas, y a veces exteriormente hostiles, con los individuos que son menos similares genéticamente. Rushton describe el "conflicto y la rivalidad étnica" como "uno de los grandes temas de la sociedad histórica y contemporánea", y sugiere que esto puede tener sus raíces en el impacto evolutivo sobre los individuos de los grupos que "dan un trato preferencial a otros genéticamente similares". Afirma que "la composición de un acervo genético [es decir, la reserva total de genes alternativos de una población humana] afecta causalmente a la probabilidad de que se adopte una ideología concreta".
Littlefield y Rushton (1984) examinaron el grado de duelo entre los padres tras la muerte de un hijo. Descubrieron que los niños percibidos como más similares físicamente a sus padres sufrían un duelo más intenso que los niños menos similares. Russell, Wells y Rushton (1985) volvieron a analizar varios estudios anteriores sobre las similitudes entre los cónyuges y concluyeron que existe una mayor similitud en las características más heredables. Rushton examinó los genes del grupo sanguíneo y descubrió que las parejas que interactuaban sexualmente tenían más genes del grupo sanguíneo similares que los individuos emparejados al azar.
Varios artículos publicados en un número de 1989 de Behavioral and Brain Sciences criticaron la teoría. Judith Anderson dijo que su trabajo se basaba en pruebas estadísticamente defectuosas, John Archer y otros dijeron que Rushton no entendía y aplicaba mal la teoría de la selección de parentesco, Judith Economos dijo que era especulativo y que no definía el concepto de comportamiento altruista de forma que pudiera manifestarse y no mostraba ningún mecanismo plausible por el que los miembros de una especie pudieran detectar el "gen del altruismo" en otros miembros de la especie, y Steven Gangestad criticó la teoría por no ser convincente en cuanto a su atractivo como modelo explicativo, C. R. Hallpike dijo que la teoría de Rushton no tenía en cuenta que muchos otros rasgos, desde la edad, el sexo y la pertenencia a un grupo social y político, son observablemente más importantes a la hora de predecir el comportamiento altruista entre personas no afines que la similitud genética, y John Hartung le criticó por no haber realizado un estudio de grupo de control adecuado y por ignorar pruebas contradictorias.

#### Raza e inteligencia
Rushton era partidario de la idea de que las diferencias raciales en el CI están parcialmente relacionadas con la herencia genética. Sus áreas de investigación incluían el tamaño del cerebro, los efectos de la depresión por endogamia en el CI y los efectos de la mezcla.

#### Aplicación de la teoría de la selección r/K a la raza
El libro de Rushton Race, Evolution, and Behavior (1995) utiliza la teoría de la selección r/K para explicar por qué los asiáticos orientales obtienen sistemáticamente una media alta, los negros una media baja y los blancos una media en una escala evolutiva de características indicativas del comportamiento de crianza. Publicó esta teoría por primera vez en 1984. Rushton sostiene que los asiáticos orientales y sus descendientes tienen una media de mayor tamaño cerebral, mayor inteligencia, mayor contención sexual, tasas de maduración más lentas y mayor acatamiento de la ley y organización social que los europeos y sus descendientes, que obtienen una media más alta en estas dimensiones que los africanos y sus descendientes. Rushton teoriza que la teoría de la selección r/K explica estas diferencias.
La aplicación por parte de Rushton de la teoría de la selección r/K para explicar las diferencias entre grupos raciales ha sido ampliamente criticada. Uno de sus muchos críticos es el biólogo evolutivo Joseph L. Graves, que ha realizado extensas pruebas de la teoría de la selección r/K con especies de moscas Drosophila. Graves argumenta que no sólo se considera que la teoría de la selección r/K es prácticamente inútil cuando se aplica a la evolución de la historia de la vida humana, sino que Rushton no aplica la teoría correctamente y muestra una falta de comprensión de la teoría evolutiva en general. Graves también afirma que Rushton tergiversó las fuentes de los datos biológicos que reunió en apoyo de su hipótesis, y que gran parte de sus datos de ciencias sociales se recogieron por medios dudosos. Otros estudiosos han argumentado en contra de la hipótesis de Rushton basándose en que el concepto de raza no está respaldado por pruebas genéticas sobre la diversidad de las poblaciones humanas, y que su investigación se basaba en taxonomías populares. Algunos estudios posteriores de Rushton y otros investigadores han argumentado que existe un apoyo empírico a la teoría, aunque estos estudios han sido criticados.
El psicólogo David P. Barash señala que la selección r y K puede tener cierta validez cuando se considera la llamada transición demográfica, por la que el desarrollo económico conduce característicamente a una reducción del tamaño de la familia y otros rasgos K. "Pero se trata de un fenómeno panhumano, una respuesta flexible y adaptativa al cambio de las condiciones ambientales... Rushton esgrime la selección r- y K- como un lecho de Procusto, haciendo lo que puede para que los datos disponibles encajen ... La mala ciencia y los virulentos prejuicios raciales gotean como pus de casi todas las páginas de este despreciable libro".

#### Estructura dimensional de la personalidad
A partir de 2008, Rushton investigó la estructura de la personalidad. A lo largo de una docena de artículos, argumentó que la variación de la personalidad puede explicarse por la variación de un único "factor general" subyacente, similar al factor g de la psicometría.

#### Opiniones
En 2009, Rushton intervino en la conferencia Preserving Western Civilization en Baltimore. Fue organizada por Michael H. Hart con el propósito declarado de "abordar la necesidad" de defender "la herencia judeocristiana de Estados Unidos y la identidad europea" de los inmigrantes, los musulmanes y los afroamericanos. La Liga Antidifamación describió a los asistentes a la conferencia como "académicos racistas, expertos conservadores y activistas antiinmigrantes".

## Recepción

### Cobertura de la prensa
Rushton suscitó polémica durante años, atrayendo la cobertura de la prensa, así como comentarios y críticas de científicos sobre sus libros y artículos de revistas.
Los estudiantes de primer año de psicología que asistieron a las clases de Rushton afirmaron que éste había realizado una encuesta sobre los hábitos sexuales de los estudiantes en 1988, en la que se les preguntaba "por el tamaño de sus penes, el número de parejas sexuales que habían tenido y hasta dónde podían eyacular". Los estudiantes de primer año de psicología de la Universidad de Western Ontario están obligados a "participar en encuestas aprobadas como condición para sus estudios. Si deciden no hacerlo, deben escribir un trabajo de investigación. Además, muchos estudiantes sienten una sutil presión para participar con el fin de no ofender a los profesores que más tarde puedan calificar su trabajo. Sin embargo, si no se aprueba un estudio, estos requisitos no se aplican en absoluto". Por no haber dicho a los estudiantes que tenían la opción de no participar en sus estudios sin incurrir en trabajo adicional, la universidad prohibió a Rushton durante dos años utilizar a los estudiantes como sujetos de investigación. Rushton tenía la titularidad en dicha universidad.
En un artículo publicado en el Ottawa Citizen de 2005, Rushton afirmaba que el público percibe efectos negativos desproporcionados causados por los residentes negros "en todas las malditas ciudades de Canadá donde hay gente negra". En el mismo artículo, Rushton sugería que igualar los resultados entre los grupos era "imposible". El Southern Poverty Law Center calificó el artículo de "otro ataque" de Rushton, y criticó a quienes publicaron su trabajo y el de otros "científicos de la raza".

### Opinión académica
Muchos científicos han comentado sobre Rushton y su trabajo. Un estudio realizado en 2019 por Noah Carl y Michael Woodley lo catalogó como el cuarto investigador de inteligencia más controvertido.

#### Opiniones desfavorables
En 1989, el genetista y personalidad mediática David Suzuki criticó las teorías raciales de Rushton en un debate televisado en directo en la Universidad de Western Ontario. Dijo: "Siempre habrá Rushtons en la ciencia, y debemos estar siempre preparados para erradicarlos". En la misma ocasión, Rushton rechazó creer en la superioridad racial, diciendo que "tenemos que darnos cuenta de que cada una de estas poblaciones está perfecta y bellamente adaptada a sus propios entornos ancestrales".
También en 1989, Michael Lynn publicó un artículo en el Journal of Research in Personality criticando un estudio de Rushton y Bogaert que se había publicado en la misma revista dos años antes. Lynn citó cuatro razones por las que consideraba que el estudio de Rushton y Bogaert era defectuoso:

En primer lugar, no explicaron por qué la selección natural habría favorecido diferentes estrategias reproductivas para las distintas razas. En segundo lugar, sus datos sobre las diferencias raciales son de dudosa validez porque su revisión de la literatura fue selectiva y sus análisis originales se basaron en autoinformes. En tercer lugar, no aportaron pruebas de que estas diferencias raciales tuvieran efectos significativos en la reproducción o de que la restricción sexual fuera una característica K. Por último, no descartaron adecuadamente las explicaciones ambientales de sus datos.

Marvin Zuckerman, profesor de psicología de la Universidad de Delaware, ha criticado la investigación de Rushton por motivos metodológicos, señalando que existe más variación en los rasgos de personalidad dentro de los grupos raciales que entre ellos y argumentando que Rushton citó selectivamente datos del Cuestionario de Personalidad de Eysenck.
El psicólogo crítico Thomas Teo ha argumentado que el "éxito sustancial y la influencia de Rushton en la disciplina" y el uso de "la utilización aceptada de los métodos empíricos de la corriente principal" apuntaban a problemas más amplios en la psicología académica.
El biólogo Garland E. Allen argumentó en 1990 que Rushton "...cita selectivamente y tergiversa sus fuentes para apoyar sus conclusiones". Lejos de ser un "intento honesto" de seguir la Verdad dondequiera que ésta le conduzca, Rushton parece estar poniendo una argolla en la nariz de la Verdad y conduciéndola hacia su propio granero... Ha utilizado, abusado, distorsionado y, en algunos casos, prácticamente falsificado sus fuentes."
Según Charles Lane, en 1988, Rushton realizó una encuesta en el centro comercial Eaton Centre de Toronto, donde pagó a 50 blancos, 50 negros y 50 asiáticos para que respondieran a preguntas sobre sus hábitos sexuales. Como no aclaró su encuesta y propuso pagar por las respuestas con el comité universitario de la UWO, la administración reprendió a Rushton, calificando su transgresión como "una grave infracción del procedimiento académico", dijo el presidente de la Universidad, George Pederson.
Un estudio de 1993 volvió a analizar los datos de un estudio que Rushton había publicado sobre la relación entre la raza y la delincuencia y no encontró ninguna relación fuerte entre ambas.
El trabajo de Rushton fue criticado en la literatura académica; él generalmente respondió, a veces en la misma revista. En 1995, en el Journal of Black Studies, Zack Cernovsky escribió: "algunas de las referencias de Rushton a la literatura científica con respecto a las diferencias raciales en las características sexuales resultaron ser referencias sacadas de un libro semi-pornográfico no científico y de un artículo de Philip Nobile en el Forum de la revista Penthouse".
En 1995, dos investigadores publicaron una revisión y un metaanálisis en los que concluían que las diferencias raciales en el comportamiento se explicaban enteramente por factores ambientales, lo que contradice la teoría evolutiva de Rushton sobre el origen de tales diferencias.
El activista antirracista Tim Wise criticó la aplicación por parte de Rushton de la teoría de la selección r/K a los índices de delincuencia y al coeficiente intelectual, acusando a Rushton de ignorar aspectos como la discriminación sistemática/institucional, la elaboración de perfiles raciales, las disparidades económicas y el acceso desigual a la defensa judicial en su intento de aplicar la teoría r/K y el coeficiente intelectual para explicar las disparidades raciales en los índices de delincuencia estadounidenses. También criticó a Rushton y a otros como él por ignorar cosas como los índices de delincuencia de guante blanco

Después de todo, los delincuentes corporativos suelen tener un alto nivel de educación y probablemente obtendrían una alta puntuación en cualquier prueba estandarizada que se les proponga. ¿Y qué hay de eso? Prácticamente todos los manipuladores de acciones, operadores de derivados poco éticos y gestores de dinero turbios de Wall Street, cuyas acciones han puesto de rodillas a la economía en los últimos tiempos -y que cabe señalar que son prácticamente todos hombres blancos- probablemente obtendrían buenos resultados en el Stanford-Binet o en el Wonderlich Industrial Aptitude Test. Probablemente eran estudiantes por encima de la media. Pero, ¿qué debemos hacer con estos datos? Está claro que dicen poco sobre el valor de esas personas para la nación o el mundo. El Unabomber era un genio certificado y Ted Bundy tenía una inteligencia muy por encima de la media... Pero me resulta difícil discernir qué debemos concluir sobre estas verdades, en términos de cuánto énfasis ponemos en la inteligencia, en contraposición a otros rasgos humanos.

El antropólogo biológico C. Loring Brace criticó a Rushton en su reseña del libro Race, Evolution, and Behavior (1996):

Prácticamente todo tipo de antropólogo puede verse en la tesitura de que se le pida que comente lo que contiene este libro, así que, sea cual sea nuestra especialidad individual, todos deberíamos estar preparados para discutir lo que representa. Raza, evolución y comportamiento es una amalgama de mala biología y antropología inexcusable. No es ciencia sino apología, y apología de la promoción del "racialismo". Tzvetan Todorov explica el "racialismo", en contraste con el "racismo", como la creencia en la existencia de esencias tipológicas denominadas "razas" cuyas características pueden clasificarse de forma jerárquica (On Human Diversity: Nationalism, Racism, and Exoticism in French Thought, Cambridge, MA: Harvard University Press, 1993, p. 31). "Racismo", entonces, es el uso de supuestos racialistas para promover fines sociales o políticos, un curso que Todorov considera que conduce a "resultados particularmente catastróficos". Perpetuar la catástrofe no es el objetivo declarado del libro de Rushton, pero los actuales promotores de las agendas racistas lo considerarán, casi con toda seguridad, un arma bienvenida para aplicar a sus nocivos propósitos.

Aunque Rushton ha afirmado con frecuencia que sus críticos están motivados por lo políticamente correcto, Andrew Winston, psicólogo de la Universidad de Guelph, escribió en 1996 que "aunque Rushton ha sido acosado públicamente, ha tenido continuas oportunidades de presentar sus hallazgos en diversas revistas respetables y de amplia difusión, y no se aprecia ninguna supresión general dentro de la psicología académica".
Robert Sussman, antropólogo evolutivo y redactor jefe de American Anthropologist, explicó por qué la revista no aceptó anuncios del libro de Rushton de 1998:

Es un intento insidioso de legitimar la propaganda racista de Rushton y equivale a publicar anuncios de la supremacía blanca y del partido neonazi. Si tiene alguna duda sobre la validez de la "ciencia" de la basura de Rushton debería leer cualquiera de sus artículos y las numerosas refutaciones de científicos avergonzados.

En 2000, después de que Rushton enviara por correo un folleto sobre su trabajo a profesores de psicología, sociología y antropología de toda Norteamérica, Hermann Helmuth, profesor de antropología de la Universidad de Trent, dijo "Es en cierto modo propaganda personal y política. No hay ninguna base en su investigación científica". Rushton respondió: "No es racista; es una cuestión de ciencia y de reconocer la variación en todos los grupos de personas".
Desde 2002, Rushton era el presidente del Pioneer Fund. Los registros fiscales muestran que en 2002 su Instituto de Investigación Charles Darwin recibió 473.835 dólares, o el 73% del total de las subvenciones del fondo ese año. El Southern Poverty Law Center, una organización de derechos civiles estadounidense, califica al Pioneer Fund de grupo de odio. Rushton había hablado sobre eugenesia varias veces en conferencias de la revista American Renaissance, una revista mensual de supremacía blanca, en la que también había publicado varios artículos generales.
Rushton publicó artículos en el sitio web VDARE, que aboga por la reducción de la inmigración en Estados Unidos. Stefan Kühl escribió en su libro The Nazi Connection: Eugenics, American Racism, and German National Socialism (2002), que Rushton formó parte del resurgimiento en la década de 1980 del interés público por el racismo científico.
William H. Tucker, profesor de psicología que escribe sobre historias de racismo científico, señaló en 2002:

Rushton no sólo ha contribuido a las publicaciones de American Renaissance y ha agraciado sus conferencias con su presencia, sino que también ha ofrecido elogios y apoyo al trabajo "erudito" sobre las diferencias raciales de Henry Garrett, que pasó las dos últimas décadas de su vida oponiéndose a la extensión de la Constitución a los negros sobre la base de que el negro "normal" se parecía a un europeo después de una lobotomía frontal. Informado de la afirmación de Garrett de que los negros no tenían derecho a la igualdad porque sus "antepasados eran... salvajes en una selva africana", Rushton desestimó la observación como citada "selectivamente de los escritos de Garrett", no encontrando nada oprobioso en tales sentimientos porque el líder de la oposición científica a los derechos civiles había hecho otras declaraciones sobre la inferioridad de los negros que eran, según Rushton, "bastante objetivas en el tono y respaldadas por las pruebas estándar de las ciencias sociales". Aparte de la cuestionable lógica de defender un llamamiento flagrante a privar a los ciudadanos de sus derechos citando los escritos menos ofensivos de Garrett -como si fuera una prueba de la inocencia de Ted Bundy el hecho de que hubiera algunas mujeres a las que había conocido y no había matado-, Rushton no entendía que todas las afirmaciones de Garrett, fueran o no "objetivas", fueran totalmente irrelevantes para las garantías constitucionales, que no se basan en demostraciones científicas de igualdad intelectual.

Un estudio publicado en 2003 en Evolution and Human Behavior no encontró ninguna prueba que apoyara la relación hipotética de Rushton entre raza y comportamiento.
En 2005, Lisa Suzuki y Joshua Aronson, de la Universidad de Nueva York, escribieron un artículo para Psychology, Public Policy, and Law en el que señalaban que Rushton ignoraba las pruebas que no apoyaban su posición de que las diferencias en las puntuaciones de los tests de CI representaban una jerarquía racial genética. No cambió su posición al respecto durante 30 años. Rushton respondió en el mismo número de la revista.
En un artículo publicado en 2006 en la revista International Journal of Selection and Assessment, Steven Cronshaw y sus colegas escribieron que los psicólogos debían examinar de forma crítica la ciencia utilizada por Rushton en su investigación "realismo racial". Su reanálisis de los criterios de validez para el sesgo de las pruebas, utilizando los datos que aparecen en el artículo de Rushton et al., les llevó a concluir que los métodos de prueba estaban sesgados contra los negros africanos. No están de acuerdo con otros aspectos de la metodología de Rushton, como su uso de grupos no equivalentes en las muestras de las pruebas. Rushton respondió en el siguiente número de la revista, diciendo por qué creía que sus resultados eran válidos y por qué consideraba incorrectas las críticas.
Scott McGreal (2012) en Psychology Today criticó la ciencia de Rushton "Race Differences in Sexual Behavior: Testing an Evolutionary Hypothesis". Citó a Weizmann, Wiener, Wiesenthal y Ziegle, que argumentaron que la teoría de Rushton se basaba en una ciencia defectuosa. McGreal criticó a Rushton y su uso del estudio del tamaño del pene de Nobile.
El 17 de junio de 2020 Elsevier anunció que se retractaba de un artículo que Rushton y Donald Templer habían publicado en 2012 en la revista de Elsevier Personality and Individual Differences. El artículo afirmaba falsamente que había pruebas científicas de que el color de la piel estaba relacionado con la agresión y la sexualidad en los seres humanos.
En 2020, el Departamento de Psicología de la Universidad de Western Ontario emitió un comunicado en el que afirmaba que "gran parte de su investigación era racista" y que su investigación era "profundamente defectuosa desde el punto de vista científico".
El 24 de diciembre de 2020, la revista académica Psychological Reports se retractó de dos artículos de Rushton sobre inteligencia y raza. La revisión de los artículos, que se publicaron originalmente en la década de 1990, "determinó que la investigación no era ética, era científicamente defectuosa y se basaba en ideas y programas racistas.

#### Opiniones favorables
En una obra de 1991, se cita al biólogo E. O. Wilson (uno de los dos cofundadores de la teoría de la selección r/K que utiliza Rushton) diciendo sobre él:

Creo que Phil es un investigador honesto y capaz. El razonamiento básico de Rushton es un sólido razonamiento evolutivo; es decir, es lógicamente sólido. Si hubiera visto alguna variación geográfica aparente para una especie no humana -una especie de gorrión o gavilán, por ejemplo- nadie se habría inmutado... Cuando se trata de diferencias raciales humanas, especialmente en la inflamada situación de este país, es necesario desarrollar salvaguardias y convenciones especiales

En una reseña de 1995 sobre Race, Evolution, and Behavior de Rushton, el antropólogo y genetista de poblaciones Henry Harpending expresó sus dudas sobre si todos los datos de Rushton se ajustaban al modelo r/K que proponía, pero no obstante elogió el libro por proponer un modelo teórico que hace predicciones comprobables sobre las diferencias entre grupos humanos. Concluye que "tal vez, en última instancia, haya alguna contribución seria del tratamiento tradicional de las ciencias sociales sobre el coeficiente intelectual, pero por ahora el marco de Rushton es esencialmente el único juego en la ciudad". En su libro de 2009 The 10,000 Year Explosion, Harpending y Gregory Cochran describieron posteriormente a Rushton como uno de los investigadores con los que están en deuda.
Los psicólogos Arthur Jensen, Hans Eysenck, Richard Lynn, Linda Gottfredson y Thomas Bouchard han hablado muy bien de Race, Evolution and Behavior de Rushton, calificando su trabajo de riguroso e impresionante. Sin embargo, muchos de estos investigadores son controvertidos por derecho propio, y todos ellos han recibido también dinero del Pioneer Fund, que ya había financiado gran parte del trabajo de Rushton cuando se escribieron estas reseñas.
lgunos criminólogos que estudian la relación entre la raza y la delincuencia consideran que la teoría r/K de Rushton es una de las posibles explicaciones de las disparidades raciales en los índices de delincuencia. Otros, como el criminólogo Shaun L. Gabbidon, piensan que Rushton ha desarrollado una de las teorías biosociales más controvertidas relacionadas con la raza y la delincuencia; dice que ha sido criticada por no explicar todos los datos y por su potencial para apoyar ideologías racistas. El criminólogo Anthony Walsh ha defendido a Rushton, afirmando que ninguno de los críticos de Rushton ha aportado datos que indiquen otra cosa que el gradiente racial que él identifica, y que no es científico descartar las ideas de Rushton por sus implicaciones políticas.